# Zeuktophyllum
Zeuktophyllum là chi thực vật có hoa trong họ Aizoaceae.